# Florilegus melectoides
Florilegus melectoides är en biart som först beskrevs av Smith 1879.  Florilegus melectoides ingår i släktet Florilegus och familjen långtungebin. Inga underarter finns listade i Catalogue of Life.